# Jag är döpt i Jesu namn
Jag är döpt i Jesu namn är en psalm med text och musik skriven 1982 av Gun-Britt Holgersson.

## Publicerad i
- Psalmer och Sånger 1987 som nr 423 under rubriken "Kyrkan och nådemedlen - Dopet".[2]
- Segertoner 1988 som nr 403 under rubriken "Den kristna gemenskapen - Dopet".[1]